# Elis Wettergren
Wilhelm Elis Fredrik Wettergren, född 15 februari 1883 i Ekeby församling, Östergötlands län, död 1 juni 1960 i Linköpings församling, Östergötlands län, var en svensk företagsledare.

## Biografi
Elis Wettergren föddes 1883 i Boxholm. Han var son till bruksägaren Wilhelm Wettergren och Clara Amalia Flodin. Wettergren avlade mogenhetsexamen 1900 i Linköping, 1901 examen vid Falu bergskola och 1902 vid tekniska högskolans bergskoleavdelning. Han blev 1903 disponentassistent vid Boxholms AB och 1910 ordinarie disponent.

### Familj
Wettergren gifte sig 2 juni 1915 med Hertha Edgren (född 1886), dotter till godsägaren Johan Edgren och hustrun Lorin. De var föräldrar till Carl-Johan Wettergren.